# Opernbesetzungen der Salzburger Festspiele ab 2017
Die Opernbesetzungen der Salzburger Festspiele ab 2017 verzeichnen den Opernspielplan und die Besetzungen der Salzburger Festspiele während der Intendanz von Markus Hinterhäuser, die im Jahre 2017 begann, zunächst für fünf Jahre geplant war und im Mai 2019 um weitere fünf Jahre bis 2026 verlängert wurde.

## Konzept
Die erste Spielzeit des neuen Intendanten war einerseits spröde und sperrig, andererseits extrem mutig. Noch nie zuvor waren derart viele Opern des 20. Jahrhunderts in einem Jahr bei den Salzburger Festspielen zu hören und zu sehen: Wozzeck (1925), Lady Macbeth von Mzensk (1934) und Lear (1978). Zudem kündigte sich ein neuer Mozart-Stil jenseits der Konvention an: La clemenza di Tito wurde vom US-amerikanischen Regisseur Peter Sellars inszeniert, der bereits in der Ära Gerard Mortier mit drei Operninszenierungen deutliche Akzente der Moderne in Salzburg gesetzt hatte. Die eigentliche Sensation war allerdings die Verpflichtung des Dirigenten  Teodor Currentzis und des Ensembles musicAeterna, deren Mozart-Aufführungen im fernen Perm im Uralvorland im Westen bereits Kultstatus innehatten, obwohl sie in Mittel- und Westeuropa nie zu sehen und zu hören waren. Ein Kunststück war auch, den renommierten und wohl weltweit besten Verdi-Dirigenten Riccardo Muti, der konventionelle Inszenierungen bevorzugt, mit der iranischen Filmemacherin Shirin Neshat, die aus dem experimentellen Feld stammt, zusammenzuspannen für eine Aida-Produktion – mit dem Rollendebüt von Anna Netrebko. Für die Liebhaber des schwereren Faches stellte das Rollendebüt von Nina Stemme als Lady Macbeth von Mzensk einen vergleichbaren Höhepunkt dar.
Hinterhäuser stellte das Salzburger Jahr 2017 unter den Titel „Epizentrum des Besonderen“. Einerseits stellte er Crossover in der Kunst in den Mittelpunkt, andererseits verfolgt er konsequent einen transkulturellen Diskurs: Regisseur William Kentridge (Wozzeck) stammt aus der Bildenden Kunst und aus Südafrika, Neshat kommt vom Film und aus dem Iran, Simon Stone (Lear) vom Schauspiel und aus Australien. „Die Strategien der Macht ziehen sich wie ein roter Faden durch das Opernprogramm mit fünf Neuinszenierungen.“
Die Aufführungen der Salzburger Festspiele werden prinzipiell in der Originalsprache gegeben, mit deutschen und englischen Übertiteln.

## Oper 2017
| La clemenza di Tito, Opera seria von Wolfgang Amadeus Mozart, Libretto von Caterino Tommaso Mazzolà nach dem gleichnamigen Libretto (1734) von Pietro Metastasio, 27. Juli bis 21. August 2017, Felsenreitschule (sieben Aufführungen) – Koproduktion mit De Nationale Opera, Amsterdam, und der Deutschen Oper Berlin                      | | | |
| musicAeterna musicAeterna Choir Vitaly Polonsky Choreinstudierung Teodor Currentzis | Peter Sellars George Tsypin, Robby Duiveman James F. Ingalls                                                                                                 | Golda Schultz Vitellia Christina Gansch Servilia Marianne Crébassa Sesto Jeanine De Bique Annio              | Russell Thomas Tito Vespasiano Willard White Publio |
| Lady Macbeth von Mzensk, Oper von Dmitri Schostakowitsch (Urfassung 1930–1932), Libretto von Alexander Preis und Dmitri Schostakowitsch nach der gleichnamigen Novelle (1865) von Nikolai Leskow, 2. bis 21. August 2017, Großes Festspielhaus (fünf Aufführungen)                                                                          | | | |
| Wiener Philharmoniker Wiener Staatsopernchor Ernst Raffelsberger Choreinstudierung Mariss Jansons | Andreas Kriegenburg Harald B. Thor, Tanja Hofmann Stefan Bolliger Christian Arseni Dramaturgie                                                               | Nina Stemme Katerina Lwowna Ismailowa Evgenia Muraveva Aksinja \| Zwangsarbeiterin Ksenia Dudnikova Sonjetka | Ferruccio Furlanetto Boris Timofejewitsch Ismailow Maxim Paster Sinowi Borissowitsch Ismailow Maxim Aksenov Sergej Andrei Popov Der Schäbige Oleg Budaratsky Hausknecht \| Wächter Boris Stepanov Vorarbeiter Igor Onishchenko Mühlenarbeiter Vasily Efimov Kutscher \| Betrunkener Gast Alexey Shishlyaev Polizeichef Valentin Anikin Polizist \| Sergeant Andrii Goniukov Alter Zwangsarbeiter |
| Aida, Oper von Giuseppe Verdi, Libretto von Antonio Ghislanzoni nach einem Szenarium von Auguste Mariette, 6. bis 25. August 2017, Großes Festspielhaus (sieben Aufführungen) | | | |
| Wiener Philharmoniker Wiener Staatsopernchor Ernst Raffelsberger Choreinstudierung Riccardo Muti | Shirin Neshat Christian Schmidt, Tatyana van Walsum Reinhard Traub Martin Gschlacht Kamera Thomas Wilhelm Choreografie Bettina Auer Dramaturgie              | Anna Netrebko, Vittoria Yeo Aida Ekaterina Semenchuk Amneris Benedetta Torre Oberpriesterin                  | Francesco Meli, Yusif Eyvazov Radamès Roberto Tagliavini Der König Dmitry Belosselskiy Ramfis Luca Salsi Amonasro Bror Magnus Tødenes Ein Bote |
| Wozzeck, Oper von Alban Berg nach dem Dramenfragment Woyzeck (1836) von Georg Büchner, 8. bis 27. August 2017, Haus für Mozart (fünf Aufführungen) – Koproduktion mit der Metropolitan Opera, New York, und der Canadian Opera Company, Toronto                                                                                             | | | |
| Wiener Philharmoniker Wiener Staatsopernchor Ernst Raffelsberger Choreinstudierung Salzburger Festspiele und Theater Kinderchor Wolfgang Götz Choreinstudierung Vladimir Jurowski | William Kentridge Sabine Theunissen, Greta Goiris Urs Schönebaum Luc De Wit Co-Regie Catherine Meyburgh Video Compositor & Editor Kim Gunning Video Operator | Asmik Grigorian Marie Frances Pappas Margret                                                                 | Matthias Goerne Wozzeck John Daszak Tambourmajor Mauro Peter Andres Gerhard Siegel Hauptmann Jens Larsen Doktor Tobias Schabel 1. Handwerksbursch Huw Montague Rendall 2. Handwerksbursch Heinz Göhrig Der Narr |
| Ariodante, Dramma per musica von Georg Friedrich Händel (1734), Libretto eines unbekannten Autors nach Antonio Salvis Ginevra, principessa di Sozia (1708) nach dem Epos Orlando furioso (4.–6. Gesang) von Ludovico Ariosto, 16. bis 28. August 2017, Haus für Mozart (fünf Aufführungen), Übernahme von den Salzburger Pfingstfestspielen | | | |
| Les Musiciens du Prince, Monaco Salzburger Bachchor Alois Glaßner Choreinstudierung Diego Fasolis | Christof Loy Johannes Leiacker, Ursula Renzenbrink Roland Edrich Andreas Heise Choreografie Klaus Bertisch Dramaturgie                                       | Kathryn Lewek Ginevra Cecilia Bartoli Ariodante Sandrine Piau Dalinda                                        | Nathan Berg Der König von Schottland Rolando Villazón Lurcanio Christophe Dumaux Polinesso Kristofer Lundin Odoardo |
| Lear, Oper von Aribert Reimann (1976–1978), Libretto von Claus H. Henneberg nach William Shakespeares Tragödie King Lear in der Übersetzung von Johann Joachim Eschenburg (1777), 20. bis 29. August 2017, Felsenreitschule (vier Aufführungen)                                                                                             | | | |
| Wiener Philharmoniker Wiener Staatsopernchor Ernst Raffelsberger Choreinstudierung Franz Welser-Möst | Simon Stone Bob Cousins Nick Schlieper Christian Arseni Dramaturgie                                                                                          | Evelyn Herlitzius Goneril Gun-Brit Barkmin Regan Anna Prohaska Cordelia                                      | Gerald Finley König Lear Tilmann Rönnebeck König von Frankreich Derek Welton Herzog von Albany Michael Colvin Herzog von Cornwall Matthias Klink Graf von Kent Lauri Vasar Graf von Gloster Kai Wessel Edgar Charles Workman Edmund Michael Maertens Narr |
| Der Schauspieldirektor, Musikarrangement von Henrik Albrecht nach Motiven von Wolfgang Amadeus Mozart und Antonio Salieri, 28. Juli bis 27. August 2017, Große Universitätsaula (acht Aufführungen) | | | |
| Salzburg Orchester Solisten Erina Yashima | Elena Tzavara Elisabeth Vogetseder | Teilnehmer des Young Singers Project                                                                         | Teilnehmer des Young Singers Project |

### Monteverdi 450
Halbszenische Aufführungen aller drei erhaltenen Opern von Claudio Monteverdi in der Felsenreitschule:
- L’Orfeo, Favola in musica in einem Prolog und fünf Akten, Libretto von Alessandro Striggio dem Jüngeren. English Baroque Soloists, Monteverdi Choir, John Eliot Gardiner (Dirigent) – mit Krystian Adam (Orfeo), Hana Blažíková (La Musica | Euridice), Kangmin Justin Kim (Speranza), Anna Dennis (Ninfa), Lucile Richardot (Messaggere), Francesca Boncompagni (Proserpina), Francisco Fernández-Rueda, Michał Czerniawski (Pastore), Furio Zanasi (Apollo), Gareth Treseder (Pastore | Spirito | Eco), John Taylor Ward (Pastore | Spirito), Zachary Wilder (Spirito) und Gianluca Buratto (Caronte | Plutone). Regie: Elsa Rooke, John Eliot Gardiner. 26. Juli 2017.
- Il ritorno d’Ulisse in patria, Tragedia di lieto fine in einem Prolog und drei Akten (1640), Libretto von Giacomo Badoaro nach der Odyssee (13.–23. Gesang) von Homer. English Baroque Soloists, Monteverdi Choir, John Eliot Gardiner (Dirigent) – Die Sänger dieser Aufführung wurden noch nicht bekanntgegeben. Regie: Elsa Rooke, John Eliot Gardiner. 28. Juli 2017.
- L’incoronazione di Poppea, Opera musicale in einem Prolog und drei Akten (1642), Libretto von Giovanni Francesco Busenello. English Baroque Soloists, Monteverdi Choir, John Eliot Gardiner (Dirigent) – mit Krystian Adam, Romina Basso, Hana Blažíková, Francesca Boncompagni, Gianluca Buratto, Robert Burt, Michał Czerniawski, Peter Davoren, Anna Dennis, Yulia Van Doren, Francisco Fernández-Rueda, Silvia Frigato, Kangmin Justin Kim, Marianna Pizzolato, Lucile Richardot, Gareth Treseder, Carlo Vistoli, John Taylor Ward, Zachary Wilder und Furio Zanasi. Regie: Elsa Rooke, John Eliot Gardiner. 29. Juli 2017.

### Konzertante Aufführungen
- Verdi: I due Foscari, Tragedia lirica in drei Akten (1844), Libretto von Francesco Maria Piave nach der Tragödie The Two Foscari (1821) von Lord Byron. Mozarteumorchester Salzburg, Philharmonia Chor Wien, Walter Zeh (Choreinstudierung), Michele Mariotti (Dirigent) – mit Plácido Domingo (Francesco Foscari), Joseph Calleja (Jacopo Foscari), Maria Agresta (Lucrezia Contarini), Roberto Tagliavini (Jacopo Loredano) und Bror Magnus Tødenes (Barbarigo). Zwei Aufführungen im Großen Festspielhaus am 11. und 14. August 2017.

- Donizetti: Lucrezia Borgia Melodramma in einem Prolog und zwei Akten (1833), Libretto von Felice Romani nach dem Drama Lucrèce Borgia (1833) von Victor Hugo. Mozarteumorchester Salzburg, Wiener Staatsopernchor, Ernst Raffelsberger (Choreinstudierung), Marco Armiliato (Dirigent) – mit Ildar Abdrasakow (Don Alfonso), Krassimira Stoyanova (Donna Lucrezia Borgia), Juan Diego Flórez (Gennaro), Teresa Iervolino (Maffio Orsini), Andrew Haji (Rustighello) und Gordon Bintner (Astolfo). Zwei Aufführungen im Großen Festspielhaus am 27. und 30. August 2017.

## Oper 2018
| Die Zauberflöte, deutsche Oper in zwei Aufzügen von Wolfgang Amadeus Mozart, KV 620 (1791), Libretto von Emanuel Schikaneder, 27. Juli bis 30. August 2018, Großes Festspielhaus (sieben Aufführungen)                                                                                           | | | |
| Wiener Philharmoniker Wiener Staatsopernchor Ernst Raffelsberger Choreinstudierung Constantinos Carydis | Lydia Steier Katharina Schlipf, Ursula Kudrna Olaf Freese Ina Karr Dramaturgie | Albina Shagimuratova Königin der Nacht; Krankheitsvertretung Emma Posman Christiane Karg Pamina, ihre Tochter Ilse Eerens Erste Dame Paula Murrihy Zweite Dame Geneviève King Dritte Dame Maria Nazarova Papagena | Matthias Goerne Sarastro Mauro Peter Tamino Wiener Sängerknaben Drei Knaben Adam Plachetka Papageno Michael Porter Monostatos, ein Mohr Tareq Nazmi Sprecher N.N. Erster Geharnischter/Erster Priester N.N. Zweiter Geharnischter Klaus Maria Brandauer Erzähler                                                                                       |
| Salome, Musikdrama in einem Aufzug von Richard Strauss (1905), Libretto vom Komponisten nach dem Schauspiel Salomé von Oscar Wilde (1893) in der deutschen Übersetzung von Hedwig Lachmann, 28. Juli bis 27. August 2018, Felsenreitschule (sieben Aufführungen)                                 | | | |
| Wiener Philharmoniker Franz Welser-Möst | Romeo Castellucci Cindy Van Acker Choreografie Silvia Costa Künstlerische Mitarbeit Piersandra Di Matteo Dramaturgie Ina Karr Dramaturgie Alessio Valmori Mitarbeit Bühne Marco Giusti Mitarbeit Licht | Asmik Grigorian Salome; Krankheitsvertretung Malin Byström Anna Maria Chiuri Herodias Avery Amereau Page der Herodias                                                                                             | John Daszak Herodes Gábor Bretz Jochanaan Julian Prégardien Narraboth Matthäus Schmidlechner Erster Jude Mathias Frey Zweiter Jude Patrick Vogel Dritter Jude Jörg Schneider Vierter Jude David Steffens Fünfter Jude Tilmann Rönnebeck Erster Nazarener Neven Crnić Zweiter Nazarener Henning von Schulman Erster Soldat Dashon Burton Zweiter Soldat |
| Pique Dame, Oper in drei Akten von Peter Iljitsch Tschaikowski, op. 68 (1890), Libretto von Modest Iljitsch Tschaikowski und vom Komponisten nach der gleichnamigen Novelle von Alexander Sergejewitsch Puschkin (1833), 5. bis 25. August 2018, Großes Festspielhaus (sechs Aufführungen)       | | | |
| Wiener Philharmoniker Wiener Staatsopernchor Ernst Raffelsberger Choreinstudierung Salzburger Festspiele und Theater Kinderchor Wolfgang Götz Choreinstudierung Mariss Jansons | Hans Neuenfels Christian Schmidt, Reinhard von der Thannen Stefan Bolliger Yvonne Gebauer Dramaturgie                                                                                                  | Evgenia Muraveva Lisa Oksana Volkova Polina \| Daphnis Hanna Schwarz Gräfin Margarita Nekrasova Gouvernante Julia Suleymanova Chloe                                                                               | Brandon Jovanovich Hermann Vladislav Sulimsky Graf Tomski \| Plutus Igor Golovatenko Fürst Jelezki Stanislav Trofimov Surin Gleb Peryazev Narumow |
| L’italiana in Algeri, Dramma giocoso in zwei Akten von Gioachino Rossini (1813), Libretto von Angelo Anelli, nach seinem Libretto für die gleichnamige Oper von Luigi Mosca (1808), 8. bis 19. August 2018, Haus für Mozart (fünf Aufführungen), Übernahme von den Salzburger Pfingstfestspielen | | | |
| Ensemble Matheus Philharmonia Chor Wien Walter Zeh Choreinstudierung Jean-Christophe Spinosi | Moshe Leiser und Patrice Caurier Christian Fenouillat, Agostino Cavalca Christophe Forey Christian Arseni Dramaturgie                                                                                  | Cecilia Bartoli Isabella Rebeca Olvera Elvira Rosa Bove Zulma | Ildar Abdrasakow Mustafà Edgardo Rocha Lindoro Alessandro Corbelli Taddeo José Coca Loza Haly |
| L’incoronazione di Poppea, Opera musicale in einem Prolog und drei Akten von Claudio Monteverdi (1642/43), Libretto von Giovanni Francesco Busenello, 12. bis 28. August 2018, Haus für Mozart (sechs Aufführungen)                                                                              | | | |
| Les Arts Florissants William Christie | Jan Lauwers , Lemm&Barkey Ken Hioco Jan Lauwers Choreografie Elke Janssens Dramaturgie | Sonya Yoncheva Poppea Kate Lindsey Nerone Stéphanie d’Oustrac Ottavia Ana Quintans Virtù \| Drusilla Lea Desandre Amore \| Valletto Sarah Lutz Solotänzerin Mélissa Guérin Solotänzerin                           | Carlo Vistoli Ottone Renato Dolcini Seneca Marcel Beekman Nurice Dominique Visse Arnalta Alessandro Fischer Lucano \| Soldato I \| Tribune David Webb Liberto \| Soldato II \| Tribune Virgile Ancely Mercurio \| Console II \| Famigliare Needcompany Tänzer und Tänzerinnen des BODHI PROJECT sowie der SEAD Salzburg Experimental Academy of Dance  |
| The Bassarids, Opera seria mit Intermezzo in einem Akt von Hans Werner Henze (1966), Libretto von Wystan Hugh Auden und Chester Kallman nach Die Bakchen des Euripides (406 v. Chr.), 16. bis 26. August 2018, Felsenreitschule (vier Aufführungen)                                              | | | |
| Wiener Philharmoniker Wiener Staatsopernchor Huw Rhys James Choreinstudierung Kent Nagano | Krzysztof Warlikowski Małgorzata Szczęśniak Felice Ross Denis Guéguin Video Claude Bardouil Choreografie Christian Longchamp Dramaturgie                                                               | Tanja Ariane Baumgartner Agave \| Venus Claudia Boyle Autonoe \| Proserpine Anna Maria Dur Beroe | Sean Panikkar Dionysus Russell Braun Pentheus Willard White Cadmus Nikolai Schukoff Tiresias \| Calliope Károly Szemerédy Captain \| Adonis |

### Konzertante Aufführungen
- von Einem: Der Prozess, Neun Bilder in zwei Teilen op. 14 (1953), Libretto von Boris Blacher und Heinz von Cramer nach dem gleichnamigen Roman von Franz Kafka (1925). Radio-Symphonieorchester Wien, HK Gruber (Dirigent) – mit Michael Laurenz (Josef K.), Jochen Schmeckenbecher (Aufseher, Geistlicher, Fabrikant, Passant), Matthäus Schmidlechner (Student, Direktor-Stellvertreter), Jörg Schneider (Titorelli), Lars Woldt (Untersuchungsrichter, Prügler), Johannes Kammler (Willem, Gerichtsdiener, Advokat), Tilmann Rönnebeck (Franz, Kanzleidirektor, Albert K.), Ilse Eerens (Fräulein Bürstner, Frau des Gerichtsdieners, Leni, Buckliges Mädchen) und Anke Vondung (Frau Grubach). Eine Aufführung in der Felsenreitschule am 14. August 2018.

- Bizet: Les Pêcheurs de perles, Oper in drei Akten (1863), Libretto von Eugène Cormon und Michel Carré. Mozarteumorchester Salzburg, Philharmonia Chor Wien, Walter Zeh (Choreinstudierung), Patrick Fournillier (Dirigent) – mit Aida Garifullina (Leïla), Javier Camarena (Nadir), Plácido Domingo (Zurga) und Stanislav Trofimov (Nourabad). Zwei Aufführungen im Großen Festspielhaus am 23. und 26. August 2018.

## Oper 2019
| Idomeneo, Dramma per musica in drei Akten von Wolfgang Amadeus Mozart, KV 366 (1781), Libretto von Giambattista Varesco nach Antoine Danchets Textbuch zur Tragédie en musique Idoménée von André Campra, 27. Juli bis 19. August 2019, Felsenreitschule (sieben Aufführungen) | | | |
| Freiburger Barockorchester musicAeterna Choir Vitaly Polonsky Choreinstudierung Teodor Currentzis | Peter Sellars George Tsypin, Robby Duiveman James F. Ingalls Lemi Ponifasio Choreografie Antonio Cuenca Ruiz Dramaturgie | Paula Murrihy Idamante Ying Fang Ilia Nicole Chevalier Elettra Brittne Mahealani Fuimaono Tänzerin | Russell Thomas Idomeneo Levy Sekgapane Arbace Issachah Savage Gran Sacerdote Jonathan Lemalu Nettuno / La voce David Steffens Bass Solo aus Thamos, König in Ägypten Arikitau Tentau Tänzer |

## Oper 2020
| Così fan tutte, 2. bis 18. August 2020, Großes Festspielhaus (sechs Vorstellungen) | |                                                                                             |                                                                                   |
| Wiener Philharmoniker Wiener Staatsopernchor Joana Mallwitz                        | Christof Loy Johannes Leiacker, Barbara Drosihn Olaf Winter Niels Nuijten Dramaturgie                                                  | Elsa Dreisig Fiordiligi Marianne Crebassa Dorabella Lea Desandre Despina                    | Andrè Schuen Guglielmo Bogdan Volkov Ferrando Johannes Martin Kränzle Don Alfonso |
| Elektra, Juli und August 2020, Felsenreitschule                                    | |                                                                                             |                                                                                   |
| Wiener Philharmoniker Wiener Staatsopernchor Franz Welser-Möst                     | Krzysztof Warlikowski Małgorzata Szczęśniak Felice Ross Kamil Polak Video Claude Bardouil Choreografie Christian Longchamp Dramaturgie | Tanja Ariane Baumgartner Klytämnestra Aušrinė Stundytė Elektra Asmik Grigorian Chrysothemis | Derek Welton Orest Michael Laurenz Aegisth                                        |

## Oper 2021
| Don Giovanni, 26. Juli bis 20. August 2021, Großes Festspielhaus (sechs Vorstellungen)                                                    | | | |
| MusicAeterna Chor Teodor Currentzis | Romeo Castellucci Regie, Bühne, Kostüme und Licht Cindy Van Acker Choreografie Theresa Wilson Zusammenarbeit Kostüm, Piersandra Di Matteo Dramaturgie                         | Nadezhda Pavlova Donna Anna Federica Lombardi Donna Elvira Anna Lucia Richter Zerlina | Davide Luciano Don Giovanni Vito Priante Leporello Mika Kares Il Commendatore Michael Spyres Don Ottavio David Steffens Masetto                 |
| Elektra, 27. Juli bis 28. August 2021, Felsenreitschule (Wiederaufnahme, sieben Vorstellungen)                                            | | | |
| Wiener Philharmoniker Wiener Staatsopernchor Franz Welser-Möst                                                                            | Krzysztof Warlikowski Małgorzata Szczęśniak Felice Ross Kamil Polak Video Claude Bardouil Choreografie Christian Longchamp Dramaturgie                                        | Tanja Ariane Baumgartner Klytämnestra Aušrinė Stundytė Elektra Vida Miknevičiūtė / Asmik Grigorian Chrysothemis Evgenia Asanova Vertraute Verity Wingate Schleppträgerin Sinéad Campbell-Wallace Aufseherin Monika Bohinec 1. Magd Noa Beinart 2. Magd Deniz Uzun 3. Magd Regine Hangler 4. Magd Christina Gansch 5. Magd | Christopher Maltman Orest Michael Laurenz Aegisth Peter Kellner Pfleger des Orest Matthäus Schmidlechner Junger Diener Jens Larsen Alter Diener |
| Il trionfo del Tempo e del Disinganno, 4. bis 17. August 2021, Haus für Mozart (fünf Vorstellungen), Übernahme von den Pfingstfestspielen | | | |
| Les Musiciens du Prince, Monaco Gianluca Capuano                                                                                          | Robert Carsen Gideon Davey Peter Van Praet, Robert Carsen Rebecca Howell Choreografie rocafilm Video Ian Burton Dramaturgie                                                   | Regula Mühlemann Bellezza Cecilia Bartoli Piacere | Lawrence Zazzo Disinganno Charles Workman Tempo                                                                                                 |
| Così fan tutte, 6. bis 19. August 2021, Großes Festspielhaus (Wiederaufnahme, vier Vorstellungen)                                         | | | |
| Wiener Philharmoniker Wiener Staatsopernchor Joana Mallwitz                                                                               | Christof Loy Johannes Leiacker, Barbara Drosihn Olaf Winter Niels Nuijten Dramaturgie                                                                                         | Elsa Dreisig Fiordiligi Marianne Crebassa Dorabella Lea Desandre Despina | Andrè Schuen Guglielmo Bogdan Volkov Ferrando Johannes Martin Kränzle Don Alfonso                                                               |
| Intolleranza 1960, 15. bis 29. August 2021, Felsenreitschule (vier Vorstellungen)                                                         | | | |
| Wiener Philharmoniker Wiener Staatsopernchor Ingo Metzmacher                                                                              | Jan Lauwers Regie, Bühne und Video Jan Lauwers, Paul Blackman Choreografie Lot Lemm Kostüme Ken Hioco Licht Paul Jeukendrup Sounddesign Elke Janssens, Kasia Tórz Dramaturgie | Sarah Maria Sun La sua compagna Anna Maria Chiuri Una donna | Sean Panikkar Un emigrante Antonio Yang Un algerino Musa Ngqungwana Un torturato Sung-Im Her, Misha Downey, Victor Lauwers, Yonier Camilo Mejia |

## Oper 2022
| Herzog Blaubarts Burg, Libretto von Béla Balázs, Musik von Béla Bartók (1918) – De temporum fine comoedia, Libretto und Musik von Carl Orff (1981), Felsenreitschule, 26. Juli 2022 bis 20. August 2022 (sechs Vorstellungen)   | | | |
| Gustav Mahler Jugendorchester musicAeterna Choir Bachchor Salzburg Salzburger Festspiele und Theater Kinderchor Teodor Currentzis                                                                                               | Romeo Castellucci Regie, Bühne, Kostüme, Licht Cindy Van Acker Choreographie Piersandra Di Matteo Dramaturgie        | | |
| Gustav Mahler Jugendorchester musicAeterna Choir Bachchor Salzburg Salzburger Festspiele und Theater Kinderchor Teodor Currentzis                                                                                               | Romeo Castellucci Regie, Bühne, Kostüme, Licht Cindy Van Acker Choreographie Piersandra Di Matteo Dramaturgie        | Herzog Blaubarts Burg Aušrinė Stundytė Judith Helena Rasker Prolog | Mika Kares Herzog Blaubart |
| Gustav Mahler Jugendorchester musicAeterna Choir Bachchor Salzburg Salzburger Festspiele und Theater Kinderchor Teodor Currentzis                                                                                               | Romeo Castellucci Regie, Bühne, Kostüme, Licht Cindy Van Acker Choreographie Piersandra Di Matteo Dramaturgie        | De temporum fine comoedia Nadezhda Pavlova Sopran Taxiarchoula Kanati Mezzosopran Frances Pappas Mezzosopran Irini Tsirakidis Mezzosopran Helena Rasker Alt | Gero Nievelstein Sprecher Christian Reiner Sprecher |
| Il trittico, Libretti von Giovacchino Forzano und Giuseppe Adami, Musik von Giacomo Puccini (1918), Großes Festspielhaus, 29. Juli 2022 bis 21. August 2022 (sechs Vorstellungen), Koproduktion mit der Opéra National de Paris | | | |
| Wiener Philharmoniker Konzertvereinigung Wiener Staatsopernchor Jörn Hinnerk Andresen Einstudierung Salzburger Festspiele und Theater Kinderchor Wolfgang Götz Einstudierung Franz Welser-Möst                                  | Christof Loy Etienne Pluss, Barbara Drosihn Fabrice Kebour Yvonne Gebauer Dramaturgie                                | | |
| Wiener Philharmoniker Konzertvereinigung Wiener Staatsopernchor Jörn Hinnerk Andresen Einstudierung Salzburger Festspiele und Theater Kinderchor Wolfgang Götz Einstudierung Franz Welser-Möst                                  | Christof Loy Etienne Pluss, Barbara Drosihn Fabrice Kebour Yvonne Gebauer Dramaturgie                                | Gianni Schicchi Asmik Grigorian Lauretta Enkelejda Shkosa Zita Lavinia Bini Nella Caterina Piva La Ciesca | Misha Kiria Gianni Schicchi Alexey Neklyudov Rinuccio Dean Power Gherardo Manel Esteve Madrid Betto di Signa Scott Wilde Simone Iurii Samoilov Marco Matteo Peirone Maestro Spinelloccio Mikołaj Trąbka Ser Amantio di Nicolao Aleksei Kulagin Pinellino Liam James Karai Guccio      |
| Wiener Philharmoniker Konzertvereinigung Wiener Staatsopernchor Jörn Hinnerk Andresen Einstudierung Salzburger Festspiele und Theater Kinderchor Wolfgang Götz Einstudierung Franz Welser-Möst                                  | Christof Loy Etienne Pluss, Barbara Drosihn Fabrice Kebour Yvonne Gebauer Dramaturgie                                | Il tabarro Asmik Grigorian Giorgetta Enkelejda Shkosa La Frugola Martina Russomanno Un amante | Joshua Guerrero Luigi Roman Burdenko Michele Scott Wilde Il Talpa Andrea Giovannini Il Tinca Dean Power Un venditore di canzonette \| Un amante |
| Wiener Philharmoniker Konzertvereinigung Wiener Staatsopernchor Jörn Hinnerk Andresen Einstudierung Salzburger Festspiele und Theater Kinderchor Wolfgang Götz Einstudierung Franz Welser-Möst                                  | Christof Loy Etienne Pluss, Barbara Drosihn Fabrice Kebour Yvonne Gebauer Dramaturgie                                | Suor Angelica Asmik Grigorian Suor Angelica Karita Mattila La Zia Principessa Hanna Schwarz La Badessa Enkelejda Shkosa La Suora Zelatrice Caterina Piva La Maestra delle Novizie Giulia Semenzato Suor Genovieffa Martina Russomanno Suor Osmina Daryl Freedman Suor Dolcina Juliette Mars La Suora Infermiera Lavinia Bini Prima Cercatrice Alma Neuhaus Seconda Cercatrice Amira Elmadfa La novizia | |
| Die Zauberflöte, deutsche Oper in zwei Aufzügen von Wolfgang Amadeus Mozart, KV 620 (1791), Libretto von Emanuel Schikaneder, 28. Juli bis 27. August 2022, Haus für Mozart (neun Vorstellungen, Neueinstudierung)              | | | |
| Wiener Philharmoniker Konzertvereinigung Wiener Staatsopernchor Jörn Hinnerk Andresen Einstudierung Joana Mallwitz | Lydia Steier Katharina Schlipf, Ursula Kudrna Olaf Freese Momme Hinrichs Video Ina Karr, Maurice Lenhard Dramaturgie | Brenda Rae Königin der Nacht Regula Mühlemann Pamina Ilse Eerens Erste Dame Sophie Rennert Zweite Dame Noa Beinart Dritte Dame Maria Nazarova Papagena Jasmin Delfs (10.08.) Königin der Nacht | Tareq Nazmi Sarastro Mauro Peter Tamino Michael Nagl Papageno Peter Tantsits Monostatos Henning von Schulman Sprecher \| Erster Priester \| Zweiter geharnischter Mann Simon Bode Zweiter Priester \| Erster geharnischter Mann Roland Koch Großvater Wiener Sängerknaben Drei Knaben |
| Káťa Kabanová, 7. bis 29. August 2022, Felsenreitschule (sechs Vorstellungen) | | | |
| Wiener Philharmoniker Konzertvereinigung Wiener Staatsopernchor Huw Rhys James Einstudierung Jakub Hrůša | Barrie Kosky Rufus Didwiszus, Victoria Behr Franck Evin Christian Arseni Dramaturgie                                 | Corinne Winters Katěrina (Káťa) Evelyn Herlitzius Marfa Ignatěvna Kabanová (Kabanicha) Jarmila Balážová Varvara Nicole Chirka Glaša \| Eine Frau Ann-Kathrin Niemczyk Fekluša | Jens Larsen Savjol Prokofjevič Dikoj David Butt Philip Boris Grigorjevič Jaroslav Březina Tichon Ivanyč Kabanov Benjamin Hulett Váňa Kudrjáš Michael Mofidian Kuligin |

## Oper 2023
| Le nozze di Figaro, 27. Juli bis 28. August 2023, Haus für Mozart (acht Aufführungen) | | | |
| Wiener Philharmoniker Wiener Staatsopernchor Jörn Hinnerk Andresen Choreinstudierung Raphaël Pichon | Martin Kušej Raimund Orfeo Voigt, Alan Hranitelj Friedrich Rom Olaf A. Schmitt Dramaturgie                                                            | Adriana González La Contessa Almaviva Sabine Devieilhe Susanna Lea Desandre Cherubino Kristina Hammarström Marcellina Serafina Starke Barbarina      | Andrè Schuen Il Conte Almaviva Krzysztof Bączyk Figaro Peter Kálmán Bartolo Manuel Günther Basilio Andrew Morstein Don Curzio Rafał Pawnuk Antonio |
| Macbeth, 29. Juli bis 24. August 2023, Großes Festspielhaus (sechs Aufführungen) | | | |
| Wiener Philharmoniker Wiener Staatsopernchor Jörn Hinnerk Andresen Choreinstudierung Philippe Jordan | Krzysztof Warlikowski Małgorzata Szczęśniak Felice Ross Kamil Polak, Denis Guéguin Video Claude Bardouil Choreografie Christian Longchamp Dramaturgie | Asmik Grigorian Lady Macbeth Caterina Piva Kammerfrau der Lady Macbeth                                                                               | Vladislav Sulimsky Macbeth Tareq Nazmi Banco Jonathan Tetelman Macduff Evan LeRoy Johnson Malcom Aleksei Kulagin Arzt Grisha Martirosyan Diener Macbeths Hovhannes Karapetyan Mörder / Herold St. Florianer Sängerknaben Erscheinungen                                                                                                |
| Orfeo ed Euridice, 2. bis 14. August 2023, Haus für Mozart (sechs Aufführungen), Wiederaufnahme | | | |
| Les Musiciens du Prince, Monaco Il Canto di Orfeo Jacopo Facchini Choreinstudierung Gianluca Capuano | Christof Loy Johannes Leiacker, Ursula Renzenbrink Olaf Winter Klaus Bertisch Dramaturgie                                                             | Cecilia Bartoli Orfeo Mélissa Petit Euridice Madison Nonoa Amore                                                                                     | |
| Falstaff, 12. bis 30. August 2023, Großes Festspielhaus (sechs Aufführungen) | | | |
| Wiener Philharmoniker Wiener Staatsopernchor Huw Rhys James Choreinstudierung Ingo Metzmacher | Christoph Marthaler Anna Viebrock Sebastian Alphons Malte Ubenauf Dramaturgie                                                                         | Elena Stikhina Mrs. Alice Ford Giulia Semenzato Nannetta Tanja Ariane Baumgartner Mrs. Quickly Cecilia Molinari Mrs. Meg Page Liliana Benini Robinia | Gerald Finley Sir John Falstaff Simon Keenlyside Ford Bogdan Volkov Fenton Thomas Ebenstein Dr. Cajus Michael Colvin Bardolfo Jens Larsen Pistola Marc Bodnar Orson W. Joaquin Abella First Assistant Director |
| The Greek Passion, Oper in vier Akten (Zürcher Fassung) von Bohuslav Martinů, Libretto vom Komponisten nach dem Roman Christus wird wieder gekreuzigt (Griechische Passion) von Nikos Kazantzakis, 13. bis 27. August 2023, Felsenreitschule (vier Aufführungen) | | | |
| Wiener Philharmoniker Wiener Staatsopernchor Huw Rhys James Choreinstudierung Maxime Pascal | Simon Stone Lizzie Clachan, Mel Page Nick Schlieper Christian Arseni Dramaturgie                                                                      | Sara Jakubiak Katerina Christina Gansch Lenio Helena Rasker Eine alte Frau Teona Tadua Despinio                                                      | Gábor Bretz Priester Grigoris Sebastian Kohlhepp Manolios Charles Workman Yannakos Matteo Ivan Rašić Andonis Matthäus Schmidlechner Michelis Alejandro Baliñas Vieites Kostandis Julian Hubbard Panais Aljoscha Lennert Nikolio Luke Stoker Patriarcheas Robert Dölle Ladas Łukasz Goliński Priester Fotis Scott Wilde Ein alter Mann |

## Quelle
- Salzburger Festspiele, Spielplanvorschau für das Jahr 2017